# Liste der Byggnadsminnen in Ronneby (Gemeinde)
Diese Liste der Byggnadsminnen in Ronneby (Gemeinde) zeigt die Baudenkmale (schwedisch Byggnadsminnen) der Gemeinde Ronneby in der schwedischen Provinz Blekinge län mit den Ortschaften (schwedisch tätorter) Bräkne-Hoby, Johannishus, Kallinge, Listerby, Ronneby und Ronnebyhamn. Es werden die Byggnadsminnen aufgeführt, die auf dem nationalen Denkmalregister (schwedisch Bebyggelseregistret – BeBR) gelistet sind, welches weitere Informationen zu den registrierten Baudenkmälern enthält.

## Begriffserklärung
Byggnadsminnen (schwedisch für Baudenkmale) sind in Schweden eine Art von Kulturdenkmälern, deren Erhalt und Schutz im Gesetz über die kulturelle Umwelt geregelt sind. Dazu zählen kulturhistorisch wertvolle Gebäude, Ensembles und Anlagen, die gem. den Bestimmungen des kulturminneslag (Kulturdenkmalgesetz) geschützt sind. Der Begriff unterscheidet sich insofern von der Deutung eines Baudenkmals, als das auch Parks, Gärten und andere Anlagen mit kulturhistorischen Wert als Byggnadsminnen eingestuft werden können.

## Legende

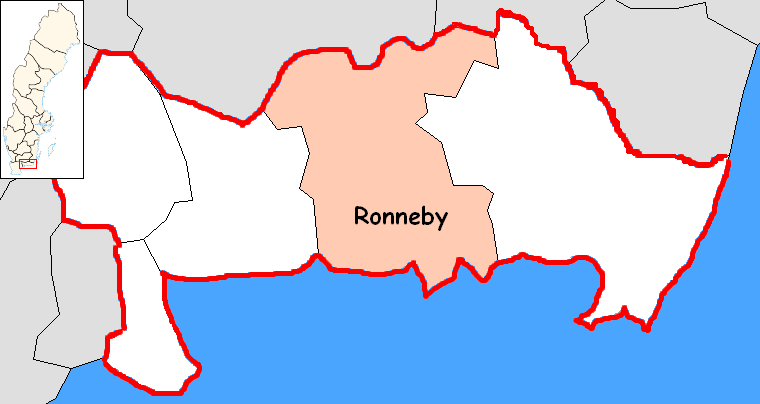
Lage der Gemeinde Ronneby

| ID           | = | ID.Nr. des Denkmalregisters (BeBR) im „Swedish National Heritage Board“ (Riksantikvarieämbetet (RAÄ)) |
| Lage         | = | Adresse, Flurstück und Koordinatenangabe des Standorts                                                |
| Bezeichnung  | = | Bezeichnung/Name des Bauwerks/Denkmals/Objekts in Landessprache (schwedisch)                          |
| Beschreibung | = | deutscher Name (Funktion/Baujahr, wenn bekannt) sowie eine kurze Beschreibung des Objekts             |
| Bild         | = | Bild des Objekts sowie Verweis auf weitere Bilder                                                     |

## Gemeinde Ronneby
| ID             | Lage                                                                                                   | Bezeichnung        | Beschreibung | Bild           |
| -------------- | --- | ------------------ | --- | -------------- |
| 21300000013730 | Hakarp 44 372 63 Bräkne-Hoby (Hakarp 2:10, 2:2) (Karte)                                                | Hakarpsgården      | Hakarp-Hof (Bauernhof, 1746) Der Bauernhof (auch als schwedisch Backagården bezeichnet) befindet sich ca. 3 km südlich von Bräkne-Hoby und 2 km südlich der Abfahrt 55 der E22. Der Hof besteht aus einem Herrenhaus (zweistöckiges Vorkammerhaus, um 1746 errichtet), einem Getreidespeicher (21400000691893) und einer reetbedeckten Scheune (um 1770 errichtet - siehe auch 21420000042137). Das Herrenhaus (21400000691561) mit roten Anstrich und weißem Gebälk hat ein Satteldach mit lackierten Blechen, besitzt auf dem Dachboden Gemälde mit kalligrafischen Schriften und war bis 1959 mit einem dreistöckigen Wirtschaftsgebäude (abgerissen) verbunden. Der Hof hat eine gotische Gestaltung; war bis 1978 bewirtschaftet und steht seit 1979 unter Denkmalschutz. | Weitere Bilder |
| 21300000013735 | Tromtö House 370 24 Nättraby (Vambåsa 1:4) (Karte)                                                     | Tromtö herrgård    | Herrenhaus Tromtö (Herrenhaus, 16. Jh.) Ensemble von 7 historischen Gebäuden um das Herrenhaus von Tromtö, gehörte in dänischer Zeit dem Adelsgeschlecht Thott wurde aber 1686 vom schwedischen Admiral Hans Wachtmeister erworben und zur Sommerresidenz ausgebaut. Das Hauptgebäude, ein zweistöckiges Blockhaus wurde am Ende des 17. Jahrhunderts errichtet und wurde 1834 im neoklassizistischen Stil, inspiriert durch den Pavillon von Gustaf III. in Haga wiederaufgebaut. Der Mittelteil des Gebäudes mit sechs Fensterschächten wird von zwei eingeschossigen Seitenflügeln, den Pochen, flankiert, und die niedrigen - fast flachen - Blechdächer sind mit Balustraden versehen. Im Inneren ist die Panoramatapete des Speisesaals mit Motiven aus dem griechischen Unabhängigkeitskrieg zu sehen, die 1827 im Elsass gedruckt wurden. Auf dem Gelände befinden sich außerdem ein einstöckiges, schräg zum Südflügel gelegenes Gesindehaus mit der gleichen Fassadengestaltung und dem gleichen Dachmaterial wie der Südflügel sowie drei kleine Holzgebäude, darunter ein Spielhaus mit Laubsägearbeiten aus dem späten 19. Jh.                                                           | Weitere Bilder |
| 21300000013738 | Möllerydsvägen 11 372 95 Johannishus (Johannishus 1:2) (Karte)                                         | Johannishus slott  | Schloss Johannishus (Schloss, 1779) Ensemble von 19 historischen Gebäuden um das Herrenhaus Johannishus, erstes Gebäude um 1670 vom Landrichter Nils Skunck als Skunckenberg errichtet, später im Besitz der Familie Hans Wachtmeister in Johannishus umbenannt. Den Mittelpunkt bildet das Herrenhaus, ein ehemals rot gestrichenes zweistöckiges Holzgebäude (um 1700 errichtet), welches in der Mitte des 18. Jahrhunderts baufällig wurde und nach Entwürfen vom schwedischen Architekten Carl Fredrik Adelcrantz umgebaut wurde. Das 1779 erbaute zweistöckiges Steingebäude mit einem Walmdach und ovalen Oberlichtern hat eine Hauptfassade mit vorspringenden Flügeln, kräftigen Gesimsen, welche die Gliederung der Geschosse betonen. Das Innere ist durch zwei große Restaurierungen in den Jahren 1910–11 und 1955–56 gekennzeichnet, wobei versucht wurde einen Teil der ursprünglichen Einrichtung wiederherzustellen. Neben dem Hauptgebäude gibt es auf dem Gelände z.B, ein einstöckiges Flügelgebäude in Fachwerkbauweise aus dem 18. Jh. und angrenzend befinden sich weitere Wirtschaftsgebäude, eine Mühle im Schweizer Stil und Häuser für Arbeiterwohnungen.                   | Weitere Bilder |
| 21300000013742 | Tolsebodavägen 4 372 95 Johannishus (Johannishus 1:2) (Karte)                                          | Möllerydsstugan    | Haus Mölleryd (Bauernhof, 16. Jh.) Das Mölleryd-Haus wurde möglicherweise schon im 17. Jh. errichtet und war ursprünglich das Wohnhaus eines Angestellten eines größeren Gutes, dessen Wirtschaftsgebäude abgebrochen wurde. Das typische südgotische Haus besitzt im hinteren Teil kreuzförmige Fachwerkelemente, wobei der mittlere untere Teil als Wohnbereich genutzt wurde und die in den Seitenflügeln angebauten Dachböden (sogenannte „Häbbare“) dienten zur Aufbewahrung von Getreide und Vorräten. Das Haus steht seit 1982 unter Denkmalschutz. | Weitere Bilder |
| 21300000014207 | Norra Jordovägen 18 370 24 Nättraby (Jordö 2:52) (Karte)                                               | Jordö missionshus  | Missionshaus Jordö (Missionshaus, 1928) Das in ursprünglicher Bauweise auf der Insel Jordö 1928 errichtete Missionshaus wurde von Spenden der Einheimischen finanziert und ist mit einem Natursteinsockel auf einem urzeitlichen Berg erbaut. Die Struktur des Gebäudes besteht aus stehenden, spitzen Bohlen mit erhöhter Traufe, die Fassade sind mit horizontalen, rot gestrichenen Dachpfannen verkleidet, das Paneel wird von einem Sockel abgeschlossen, der an der Süd-, Ost- und Westfassade später mit Blech verkleidet wurde. Das Dach ist ein einfaches Satteldach und mit zweifarbigen Zementziegeln gedeckt, die Fensterbänke, Fenstereinfassungen und Dachbodenplatten sind weiß gestrichen, während die Tür und die Türstürze grün gestrichen sind. Das Innere des Gebäudes besteht aus einer größeren Halle, einem Vorraum und einer Küche, auf dem Dachboden befindet sich eine kleinere Kammer. Die Halle ist zu den Hahnenbalken hin offen, die den fast quadratischen Grundriss des Raumes verstärken, an der West- und Nordwand befinden sich vier Inschriften (vlnr: „Bereitet euch auf die Begegnung mit Gott vor“ / „Gott ist Liebe“ / „Er ist vollkommen“/ „Gott ist treu“). | Weitere Bilder |
| 21320000039767 | Norra Smålandsgatan 6 372 50 Kallinge (Kalleberga 5:8) (Karte)                                         | Ekholms fotoateljé | Ekholms Fotoatelier (Fotoatelier, 1929) ehemaliges Atelier des Fotografen Oscar Ekholm (1900-1982); 1929 von Ekholm selbst errichtet, heute als Museum (Teil des Heimatmuseum Ronneby) betrieben, mit original erhaltener Einrichtung, Kameras und Dunkelkammer sowie einer Ausstellung des fotografischen Werks Ekholms. Das Gebäude des Fotoatelier (21420000042144) steht zusammen mit dem Nebengebäude (21420000042145) seit 2015 unter Denkmalschutz - (registriert unter Nr. 1303 auf Datenbank „Arbeitslebenmuseum“ in Schweden) | Weitere Bilder |
| 21400000688043 | Gymnastikpromenaden 2 / Kurpromenaden 2 372 36 Ronneby (Karlstorp 2:1, 2:2 und Ronneby 16:143) (Karte) | Ronneby brunn      | Brunnenpark Ronneby (Heilbrunnen, 1850) Ensemble von 17 historischen Gebäuden im Kurpark um den Heilbrunnen von Ronneby (1. Heilquelle 1705 entdeckt; im 19. Jh. um 1850 zum Kurpark ausgebaut), welche seit 1996 unter Denkmalschutz (2015 erneuert) stehen. Sie bilden zusammen mit seinen Rasenflächen, einem Wasserfall, zahlreichen Anpflanzungen, einem Berg von Rhododendron und mehreren exotischen Bäumen sowie einer Silbergrotte (schwedisch Silvergrottan), einem Zaubersee (schwedisch Trollsjön), einem Japanischem Garten (schwedisch Japanska Trädgarden) und einen Duftgarten (schwedisch Doftträdgarden) seit 2003 das Kulturreservat „Ronneby Brunnspark“ (siehe auch Obj-ID: 21300000014209) | Weitere Bilder |